# Castroañe
Castroañe es una localidad y pedanía española perteneciente al municipio de Villaselán, en la Tierra de Cea, provincia de León, comunidad autónoma de Castilla y León.

## Geografía

### Ubicación
Está enclavado en el espolón del Peñedo del Castro, en la margen derecha del Cea, frente al otero de Tomorisco de Mozos (Otero Morisco) que vigila la vega desde el este. Hay tres paisajes: la Vega, el Páramo con sus tierras de labor, y el monte bajo de rebollos hacia los confines de Foncavada y los Altos del Payuelo de Quintana del Monte y Villamizar de la Mata de Cea.
| Noroeste: Quintana del Monte | Norte: Villamartín de Don Sancho | Noreste: Villaselán |
| Oeste: Villamizar            |                                  | Este: Mozos de Cea  |
| Suroeste Villamizar          | Sur: Santa María del Río         | Sureste: Villacerán |

## Historia
Es probable que en el Peñedo hubiera un castro fortificado prerromano, del pueblo de los Vacceos, extendidos por toda la llanura del Duero y sus afluentes, asentados también en otros castros comarcanos, como los de Santa María del Río, Villamol o el Castillo de Cea. Repoblado por el reino de Asturias y León a fines del siglo IX o principios del siglo X.

## Demografía
Evolución de la población
| Gráfica de evolución demográfica de Castroañe entre 2000 y 2014    |
|                                                                    |
| Población de derecho (2000-2014) según el padrón municipal del INE |

## Patrimonio
En cuanto a monumentos destacan la iglesia parroquial con su pintoresco cementerio del Peñedo y restos de piedra y ladrillo de la ermita de San Román en medio del caserío de adobe, bien reformado y mantenido en la actualidad.

## Festividades
San Andrés es el patrono de la localidad. También se celebran las festividades de San Román y San Hipólito, antiguo patrón de Castroañe hasta el siglo XVIII.